# Symphonie no 30 de Michael Haydn
Pour les articles homonymes, voir Symphonie no 30.
La Symphonie no 30 en ré majeur, Perger 21, Sherman 30, MH 399, est une symphonie de Michael Haydn, composée en mars 1785 à Salzbourg.

## Analyse de l'œuvre
Elle comporte trois mouvements:
1. Adagio - Allegro spiritoso
2. Andante sostenuto
3. Vivace molto

## Instrumentation
La symphonie est écrite pour deux hautbois, deux bassons, deux cors et cordes.